# عبد الله شريف
عبد الله شريف (30 مارس 1985 طرابلس ليبيا - ) هو لاعب كرة قدم ليبي يلعب كلاعب وسط، شارك في كأس الأمم الأفريقية لكرة القدم 2012.

## روابط خارجية
- عبد الله شريف على موقع قاعدة بيانات كرة القدم.إي يو (الإنجليزية)
- عبد الله شريف على موقع ناشيونال فوتبول تيمز (الإنجليزية)